# Itéa (ort i Grekland, Thessalien, Nomós Kardhítsas)
Itéa är en ort i Grekland.   Den ligger i prefekturen Nomós Kardhítsas och regionen Thessalien, i den centrala delen av landet, 210 km nordväst om huvudstaden Aten. Itéa ligger 109 meter över havet och antalet invånare är 1 301.
Terrängen runt Itéa är platt västerut, men österut är den kuperad. Runt Itéa är det glesbefolkat, med 13 invånare per kvadratkilometer. Närmaste större samhälle är Palamás, 7,2 km väster om Itéa. Trakten runt Itéa består till största delen av jordbruksmark.